# 曲江远志
曲江远志（学名：Polygala koi）为远志科远志属下的一个种。

## 扩展阅读
- 維基物種上的相關：曲江远志